# Jackie Gleason
John Herbert „Jackie” Gleason (Brooklyn, New York, 1916. február 26. – Lauderhill, Florida, 1987. június 24.) Tony-díjas amerikai komikus, színész, zenész.

## Életrajz

### Gyermekkora
1916. február 26-án született Brooklynban. 
Eredetileg ifj. Herbert Walton Gleason néven született, de miután megkeresztelték, a John Herbert Gleason nevet kapta. Anyja Mae Maisie (születési nevén Kelly), ír származású és apja Herbert Walton Herb Gleason, ír-amerikai volt.
Gleason egyéves volt, amikor Clemence nevű testvére 14 évesen meghalt gerinc- és agyhártyagyulladás következtében. Az apja idővel elhagyta a családot. Édesanyja ezek után elment Manhattanbe, hogy a Transit Corporationnél vállaljon munkát. Gleason fiatal korában az utcákon lökdösődött és elkezdett egy helyi bandával barátkozni, majd lebzselni. Közben Általános iskolákba járt Brooklynban, először a John Adams High-ban, majd később a Bushwick-ban tanult, de nem diplomázott. Miután befejezte az iskolát, kapott állást a szertartások mestereként egy olyan színháznál, mely 4 dollárt fizetett neki éjszakánként.
Gleasont az anyja nevelte fel egészen az 1935-ben bekövetkezett haláláig, ekkor még csak 19 éves volt. Ezután nem tudta, hogy hol fog lakni és hogyan tovább. Az egyik barátnője, Julie Dennehy és a családja, felajánlotta neki, hogy befogadják őt, de ennek ellenére konok volt és ragaszkodott hozzá, hogy egyedül próbálkozik és bemegy a város szívébe. A barátja Sammy Birch, aki segítette, csinálva neki helyet egy szállodai szobában, amit már korábban megosztott egy másik komikussal. Birch, további segítségként elmondta, hogy számára tud találni munkát a Pennsylvania-i Reading-ben, ahol 19 dollárt fizetnének neki. Ez a munka, később a professzionális komikusként betöltött első állása lett egy klubban. És ezután sok kicsi klubban volt rendszeres munkája.

### Pályafutása
Filmes pályája az 1940-es évek elején kezdődött. Ezen idők alatt vált ismertté pimasz, vizuális és szóbeli vígjátékstílusáról, amit Ralph Kramden karakteri megformálásában is példázott, a The Honeymooners (1976-78) c. filmsorozatban. További figyelemre méltó filmszerepei közé tartozott, a Minnesota Fats megformálása, az 1961-es A svindlerben, és a Buford T. Justice szerepe a Smokey és a Bandita c. 3 részes filmekben.

### Magánélete
Gleason, élete során háromszor házasodott, de csak az első házasságából születtek gyermekei.
Az 1930-as évek elején találkozott Genevieve Halforddal, akivel együtt sokat táncolt és dolgozott kabarékban. Genevieve házasságot akart kötni vele, de Gleason akkor még nem állt készen arra, hogy elhelyezkedjen. És azt mondta, hogy ő bármikor megházasodna, ha sikerül egy bemutatója. Amikor ez megtörtént, a Newarkben levő klubban, Genevievenek javaslatot adott a házasságkötés napját ílletően. Végül 1936. szeptember 20-án megházasodtak.
Genevieve azonban normális férjre számított, aki otthon maradt volna vele, amikor nem dolgozik, de Gleason visszaesett abba a hibájába, hogy valahol máshol töltötte kint az éjszakáit. 1941-ben először el váltak, majd 1948-ban békültek ki. A házasságukból két lánya született, Geraldine és Linda. A lánya, Linda később házasságot kötött Jason Miller színész és drámaíróval, akitől született egy fia Jason Patric színész, aki Gleason unokája is egyben.
1951-ben Gleason és a felesége ismét elváltak. 1954 elején Gleason lábtörést szenvedett, a televíziós show-ja alatt. A sérülése miatt néhány hétre kiállították őt, arra az időre amíg fel nem épült. A sérülése és a rossz házassága miatt nyugtalannak érezte magát. Amikor kórházba szállították, neje úgy döntött, hogy látogatóba megy hozzá. De mire odaért, azt látta, hogy neki már van látogatója. Marilyn Taylor volt vele, aki a televíziós show-jában táncosként dolgozott. Genevieve emiatt elment és 1954 áprilisában lépéseket tett azért, hogy jogilag elváljon tőle. De csak 1970-ben történt meg a végleges válás.
Egy 1968-as vidéki klubban találkozott a második feleségével, Beverly McKittrickkel, aki egy titkárnő volt. Tíz nappal később Genevieve válása után, 1970. július 4-én összeházasodtak. 1974-ben a felesége kérésére elköltözött Miami területére, aki a nővére közelében szeretett lenni. Ez a házasság sem tartott sokáig, mert 1974 szeptemberében el akart válni McKittricktől, aki azt kérte tőle, hogy a veszekedések után béküljőn ki. De ennek ellenére a válás 1975. november 19-én megtörtént.
1975. december 16-án az özvegy Marilyn Taylort vette el, akinek már az előző házasságából született egy fia. Ez a házasság már Gleason haláláig tartott.

### Betegsége és halála
Gleason négy csomag cigarettát szívott naponta. Emiatt később egészségügyi gondjai keletkeztek. Amikor 1978-ban vezető szerepet vállalt Larry Gelbart filmjében, a Sly Foxban, akkor mellkasi fájdalomtól szenvedett. És ez a fájdalom arra kényszerítette, hogy hagyja abba a bemutatóját Chicagóban és menjen el egy sebészetre. Gleason el is ment egy kórházhoz, ahol kezelték. A következő héten azonban elszenvedett egy másik rohamot, emiatt sajnos vissza kellett térnie a kórházba, ahol szívműtétre volt szüksége.
Utolsó filmszerepe az 1986-os Alma a fájától c. film, aminek a főszereplője Tom Hanks volt.
Ez a film volt Gleason utolsó filmes szerepe is egyben, hiszen a forgatás alatt vastagbélráktól, májráktól, aranyértől és trombózistól is szenvedett. Egy nappal a forgatás után, az egyik vacsora este ezt mondta a lányának: "Én nem leszek itt sokáig". Egy évvel később, floridai otthonában érte a halál, 1987. június 24-én.
Egy kültéri mauzóleumban, az Our Lady of Mercy katolikus temetőbe temették el Miami-ban.

## Filmográfia

### Film
| Év   | Magyar cím                      | Eredeti cím                                     | Szerep                                          | Magyar hang       |
| ---- | ------------------------------- | ----------------------------------------------- | ----------------------------------------------- | ----------------- |
| 1941 |                                 | Navy Blues                                      | Tubby                                           |                   |
| 1941 |                                 | Steel Against the Sky                           | Cliff                                           |                   |
| 1942 | Minden az éjszaka miatt         | All Through the Night                           | Starchy                                         |                   |
| 1942 |                                 | Lady Gangster                                   | Wilson                                          |                   |
| 1942 |                                 | Tramp, Tramp, Tramp                             | Hank                                            |                   |
| 1942 |                                 | Larceny, Inc.                                   | Hobart                                          |                   |
| 1942 |                                 | Escape from Crime                               | Screwball Evans                                 |                   |
| 1942 |                                 | Orchestra Wives                                 | Ben Beck                                        |                   |
| 1942 |                                 | Springtime in the Rockies                       | megbízott (stáblistán nincs feltüntetve)        |                   |
| 1950 |                                 | The Desert Hawk                                 | Aladdin                                         |                   |
| 1961 | A svindler                      | The Hustler                                     | Minnesota Fats                                  | Gruber Hugó       |
| 1962 |                                 | Gigot                                           | Gigot                                           |                   |
| 1962 |                                 | Requiem for a Heavyweight                       | Maish Rennick                                   |                   |
| 1963 |                                 | Papa's Delicate Condition                       | Jack Griffith                                   |                   |
| 1963 |                                 | Soldier in the Rain                             | Maxwell Slaughter őrmester                      |                   |
| 1968 |                                 | Skidoo                                          | Tony Banks                                      |                   |
| 1969 |                                 | How to Commit Marriage                          | Oliver Poe                                      |                   |
| 1969 |                                 | Don't Drink the Water                           | Walter Hollander                                |                   |
| 1970 |                                 | How Do I Love Thee?                             | Stanley Waltz                                   |                   |
| 1977 | Mr. Milliárd                    | Mr. Billion                                     | John Cutler                                     | Dobránszky Zoltán |
| 1977 | Mr. Milliárd                    | Mr. Billion                                     | John Cutler                                     | Gruber Hugó       |
| 1977 | Smokey és a bandita             | Smokey and the Bandit                           | Igazságosztó Bulldog / Buford T. Justice seriff | Gruber Hugó       |
| 1977 | Smokey és a bandita             | Smokey and the Bandit                           | Igazságosztó Bulldog / Buford T. Justice seriff | Faragó András     |
| 1980 | Smokey és a bandita 2.          | Smokey and the Bandit II                        | Buford T. Justice seriff                        | Konrád Antal      |
| 1980 | Smokey és a bandita 2.          | Smokey and the Bandit II                        | Buford T. Justice seriff                        | Gruber Hugó       |
| 1980 | Smokey és a bandita 2.          | Smokey and the Bandit II                        | Buford T. Justice seriff                        | Faragó András     |
| 1980 | Smokey és a bandita 2.          | Smokey and the Bandit II                        | Gaylord 'Géla' Justice                          | Simon György      |
| 1980 | Smokey és a bandita 2.          | Smokey and the Bandit II                        | Gaylord 'Géla' Justice                          | N/A               |
| 1980 | Smokey és a bandita 2.          | Smokey and the Bandit II                        | Gaylord 'Géla' Justice                          | Kajtár Róbert     |
| 1980 | Smokey és a bandita 2.          | Smokey and the Bandit II                        | Reginald Van Justice                            | Áron László       |
| 1980 | Smokey és a bandita 2.          | Smokey and the Bandit II                        | Reginald Van Justice                            | Palóczy Frigyes   |
| 1980 | Smokey és a bandita 2.          | Smokey and the Bandit II                        | Reginald Van Justice                            | Bodrogi Attila    |
| 1982 | A kis terrorista és a játékszer | The Toy                                         | Ulysses Simpson 'U.S.' Bates                    | Gáti Oszkár       |
| 1983 | A nagy balhé 2.                 | The Sting II                                    | Fargo Gondorff                                  | Szersén Gyula     |
| 1983 | Smokey és a bandita 3.          | Igazságosztó Bulldog / Buford T. Justice seriff | Gruber Hugó                                     |                   |
| 1983 | Smokey és a bandita 3.          | Igazságosztó Bulldog / Buford T. Justice seriff | Faragó András                                   |                   |
| 1986 | Alma a fájától                  | Nothing in Common                               | Max Basner                                      | Csurka László     |

### Televízió
- 1985 – Izzy & Moe (TV Film) ... Izzy Einstein
- 1983 – Mr. Halpern és Mr. Johnson (TV Film) ... Ernest Johnson
- 1976-78 – The Honeymooners (TV Film) ... Ralph Kramden
- 1975 – Three for Two (TV Film)
- 1973 – The Jackie Gleason Special (TV Film)
- 1968 – Here's Lucy (TV Sorozat) ... Ralph Kramden
- 1966 – Bob Hope Presents the Chrysler Theatre (TV Sorozat)
- 1960 – The Big Sell (TV Film)
- 1960 – The Secret World of Eddie Hodges (TV Film) ... Narrátor / Himself
- 1958 – Playhouse 90 (TV Sorozat) ... Joe
- 1955-56 – The Honeymooners (TV Sorozat) ... Ralph Kramden
- 1955 – The Jack Benny Program (TV Sorozat) ... Önmaga
- 1955 – The Best of Broadway (TV Sorozat) ... Aubrey Piper
- 1954 – The Red Skelton Show (TV Sorozat) ... Reginald Van Gleason III
- 1953-55 – Studio One (TV Sorozat)
- 1952 – The Jackie Gleason Show (TV Sorozat)
- 1951 – Cavalcade of Stars (TV Sorozat)
- 1951 – Ford Festival (TV Sorozat)
- 1951 – Musical Comedy Time (TV Sorozat) ... Jimmy Smith
- 1949-50 – The Life of Riley (TV Sorozat)

## Fordítás
- Ez a szócikk részben vagy egészben  a   Jackie Gleason című angol Wikipédia-szócikk fordításán alapul.  Az eredeti cikk szerkesztőit annak laptörténete sorolja fel. Ez a jelzés csupán a megfogalmazás eredetét és a szerzői jogokat jelzi, nem szolgál a cikkben szereplő információk forrásmegjelöléseként.